# Onthophagus asperrimus
Onthophagus asperrimus är en skalbaggsart som beskrevs av D'orbigny 1902. Onthophagus asperrimus ingår i släktet Onthophagus och familjen bladhorningar. Inga underarter finns listade i Catalogue of Life.